# Gnadenfeld (Kahlhof)
Der Kahlhof ist ein Einödhof in der Großen Kreisstadt Neuburg an der Donau, im oberbayerischen Landkreis Neuburg-Schrobenhausen. Im amtlichen Ortsverzeichnis wird der Hof unter Gnadenfeld (Kahlhof) geführt. Er liegt drei Kilometer von Neuburg an der Donau entfernt am Rand des Donaumooses.

## Gemeindezugehörigkeit
Die Einöde gehörte einst zur Gemeinde Feldkirchen und kam bei der Gemeinde-Gebietsreform am 1. Januar 1978 zur Großen Kreisstadt Neuburg an der Donau. Der Ort liegt in der Gemarkung Feldkirchen.
Am 31. Dezember 2008  waren auf dem Kahlhof fünf Einwohner registriert. Die Einöde ist in der Gegend bekannt wegen der zum Hof gehörenden  Wallfahrtskapelle „Maria im Gnadenfeld“.

## Der Kahlhof

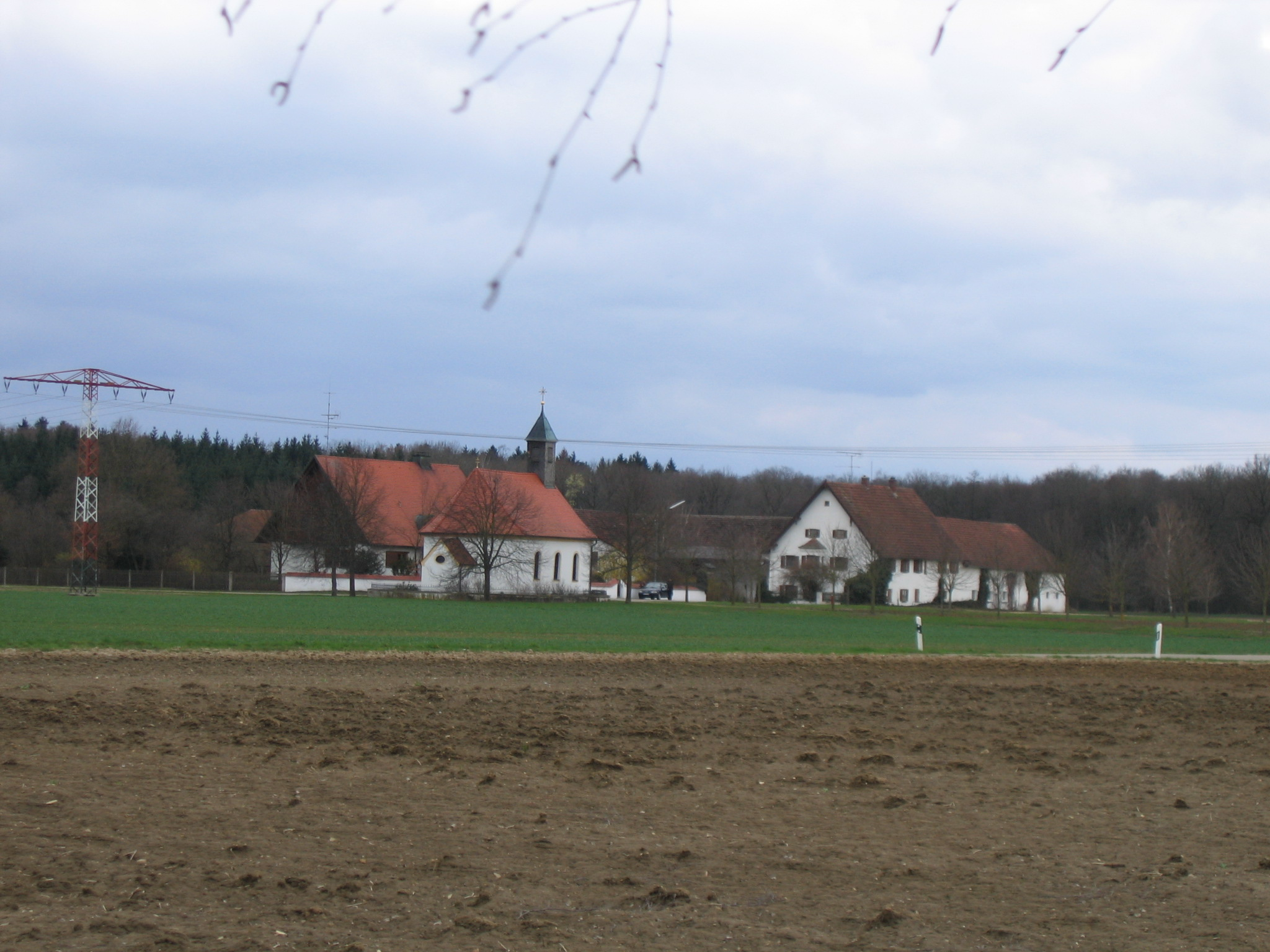
Der Weiler Kahlhof mit der Kapelle Maria im Gnadenfeld

Der Kahlhof geht auf eine Schwaige zurück. Der Kayhof, wie er damals genannt wurde, ist erstmals im Jahre 1300 schriftlich festgehalten. Beim Durchzug schwedischer Truppen im Dreißigjährigen Krieg brannte 1633 das Gehöft aus.
1646 kaufte Wolfgang Michael Silbermann den Kahlhof als Ruine von den Neuburger Benediktinerinnen. 1656 kaufte Pfalzgraf Philipp Wilhelm das Gehöft und dazu noch einige Häuser der Oberen Vorstadt für seinen Landschaftskanzler Wolfgang Michael Silbermann als Hofmark „Gnadenegg“.
1662 wurde die Hofmark in zwei Landsassengüter geteilt. Der Pfennigmeister Nikolaus von Müller erhielt das Gebäude in der Stadt, die Familie von Silbermann den Kahlhof.
Das Namensproblem, das im Zuge der Güterteilung entstand, wurde 1668 durch ein Gerichtsurteil gelöst: Freiherr von Müller führte weiterhin den Namen „Gnadenegg“. Silbermann und der Kahlhof erhielten den Namen „Gnadenfeld“. Das Landsassengut wurde immer wieder innerhalb der Familie vererbt und kam schließlich an den Apotheker Ignaz von Eyb und dessen Sohn 1847.
Heute ist das Gehöft ein moderner landwirtschaftlicher Betrieb, der oftmals als Vorzeigeobjekt dient. Vor allem Erdbeeren und Gemüse, die auf dem Hof angebaut werden, werden direkt vermarktet.

## Entstehung der Kahlhofkapelle „Maria im Gnadenfeld“

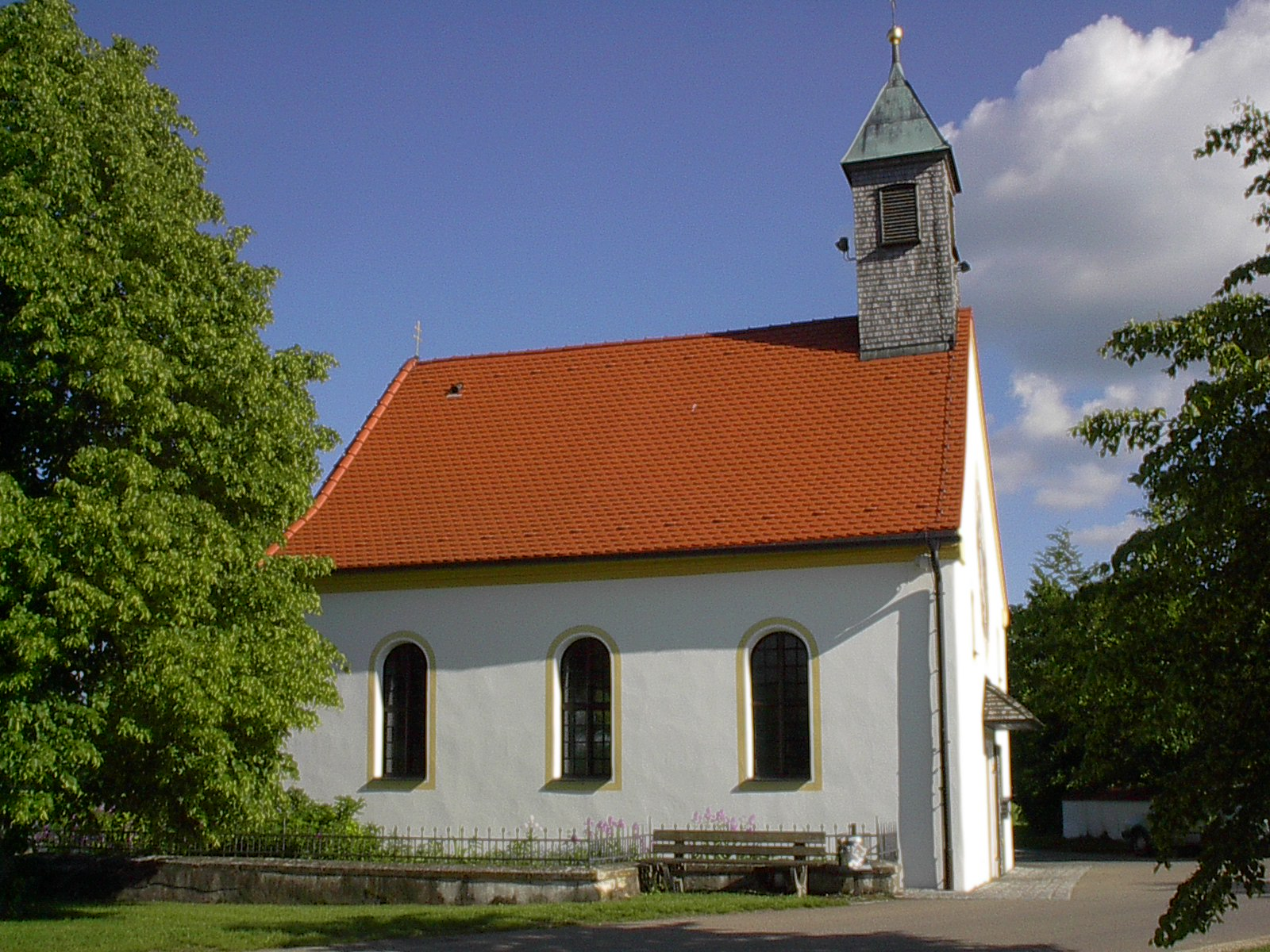
Die Kahlhofkapelle

Der Vorgängerbau der heutigen Kapelle war eine kleine Holzkapelle. Um 1650 ließ sie der damaligen Hofeigentümer Wolfgang Wilhelm Michael von Silbermann abreißen und durch eine neue ersetzen. Silbermann, der ein Verehrer Marias, der Mutter Jesu, war, ließ ein Marienbild in der Kapelle aufstellen.
Im Fürstenchor der Neuburger Hofkirche befand sich einer Kopie der schwarzen Madonna von Tschenstochau. Die Gemahlin des Neuburger Herzogs Philipp Wilhelm, die königliche Prinzessin Anna Katharina Konstanze aus Polen, soll die Figur aus ihrem Heimatland mitgebracht haben. Eine Kopie von diesem Gnadenbild ließ Silbermann in der Kahlhof-Kapelle aufhängen.
Das Patrozinium der Kirche ist „Mariä Namen“.
Der Madonna wurden bald wundertätige Kräfte nachgesagt. „Maria im Gnadenfeld“ entwickelte sich schnell zu einer beliebten und viel besuchten Wallfahrtsstätte, so dass die Kapelle bald zu klein wurde, um die vielen Pilger aufzunehmen. Pfarrer Staufer von der Pfarrei Wagenhofen ließ unter seiner Federführung 1785 die jetzige Kapelle errichten. 1796 und 1800 musste das Gnadenbild in Sicherheit gebracht werden, um es vor den Raubzügen französischen Soldaten zu schützen.

## Die Gnadenstätte „Maria im Gnadenfeld“

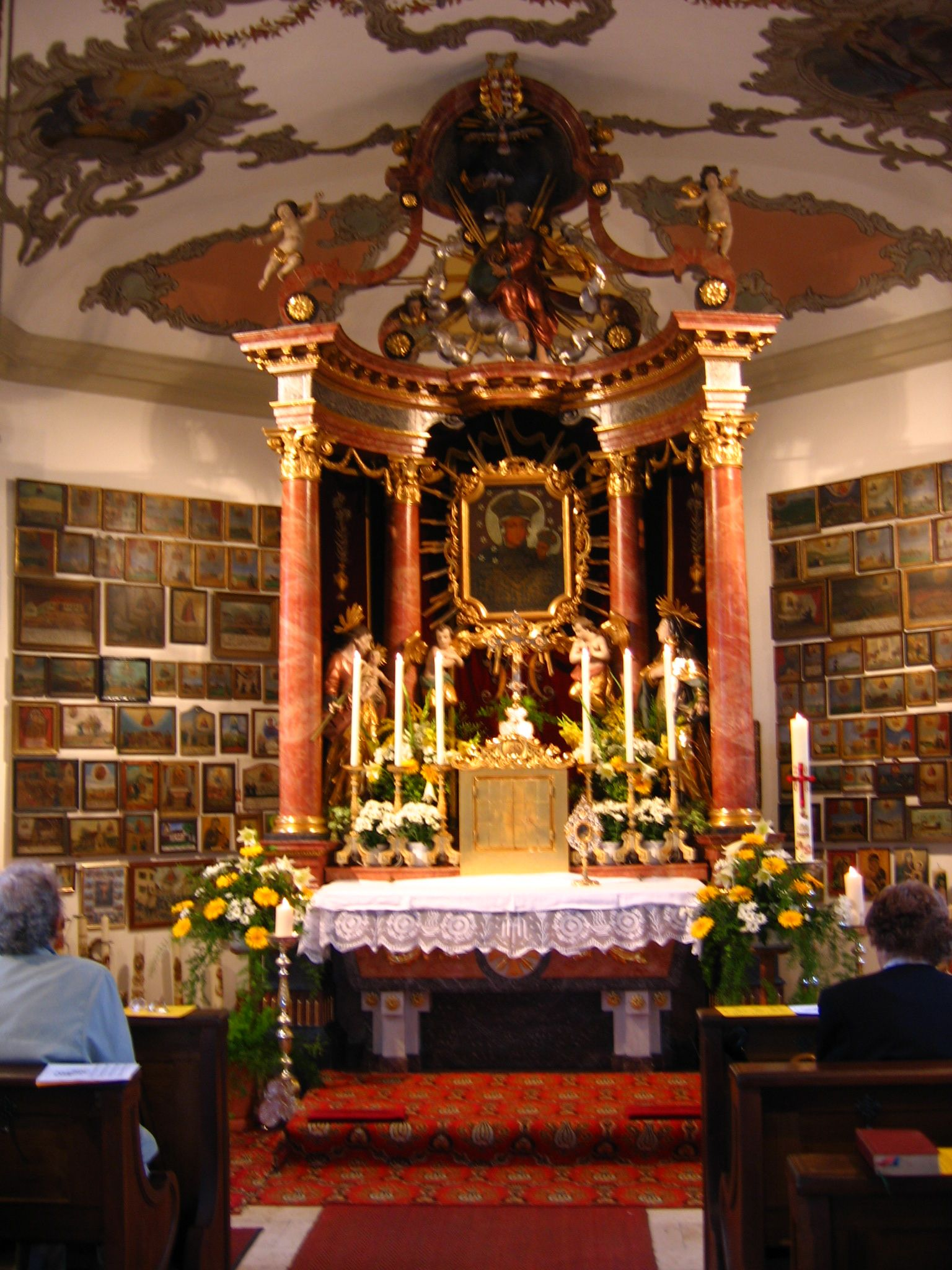
Der Gnadenaltar mit der Schwarzen Madonna

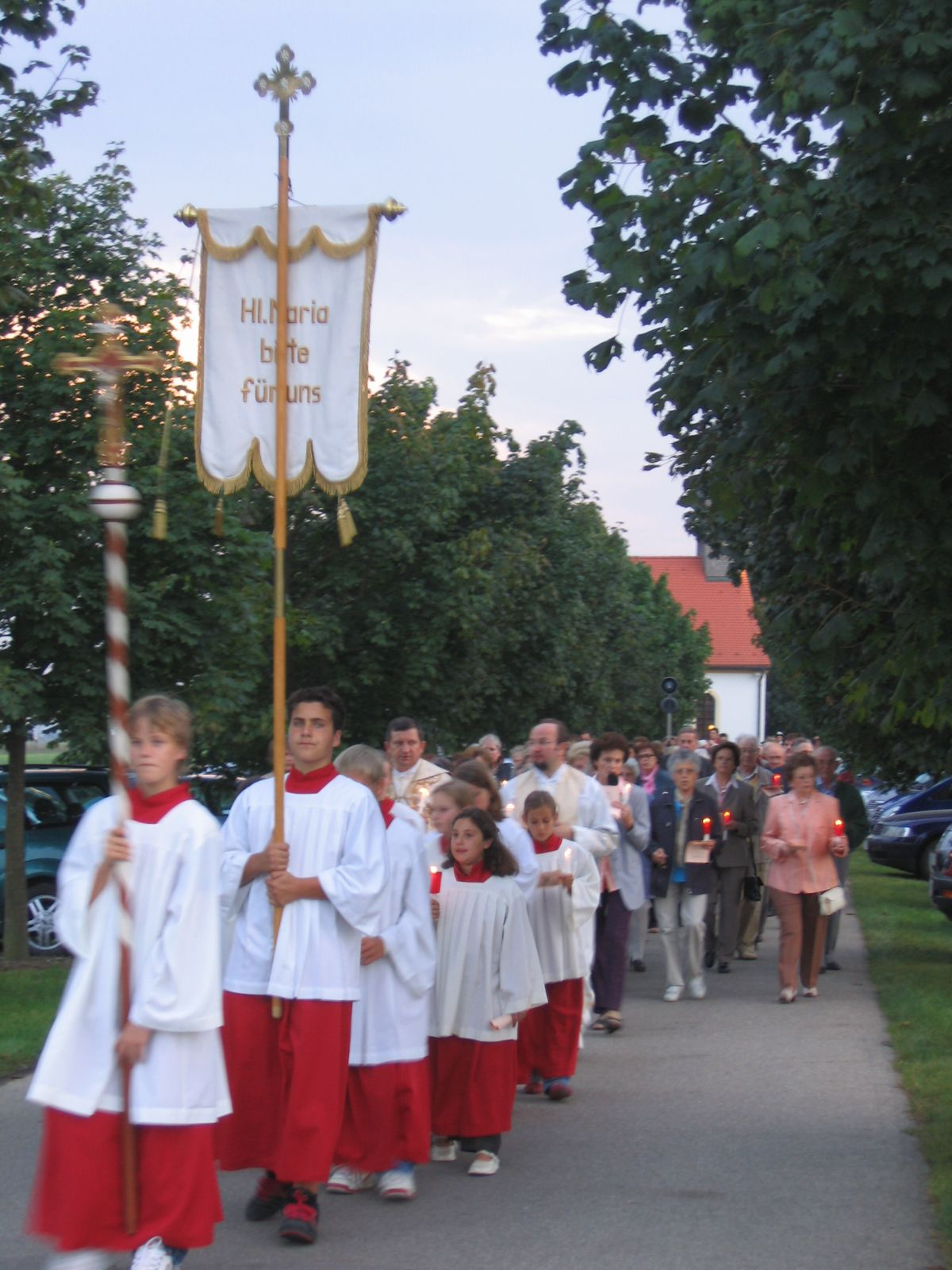
Lichterprozession an der Gnadenkapelle

Die Kapelle ist ein einschiffiger, mit Satteldach gedeckter Saalbau. Ein kleiner Dachreiter mit Pyramidendach dient als Glockenturm.
Der Innenraum mit bemalter Spiegeldecke hat seit 1947 eine barockisierende Deckenbemalung, in der die Aufnahme Mariens in den Himmel dargestellt wird. Gemalt wurde es von Johann Baumann aus München. Ausgestattet ist der Raum mit einem aufwändigen barocken Altar, in dem das in einem prunkvollen vergoldeten Rahmen gefasste Bild der Schwarzen Madonna, umringt von Engeln und Heiligen, präsentiert wird.
Die Wände sind fast lückenlos mit Votivtafeln bedeckt. Aus einer Hostienrechnung von 1820 geht hervor, dass fast täglich Messen gelesen werden. Im Jahre 1907 wurde ein eigenes, 200 Seiten starkes Gebetbuch herausgegeben. Der Kirche flossen immer reichlich Spenden von Seiten der Gemeindemitglieder und der Pilger zu.
1935 erhielt die Kapelle einen Tabernakel mit der Auflage, dass mindestens einmal wöchentlich eine Messe gelesen werden muss. Im gleichen Jahr wurden die Prozessionen von den Nationalsozialisten verboten.

## Renovierungen

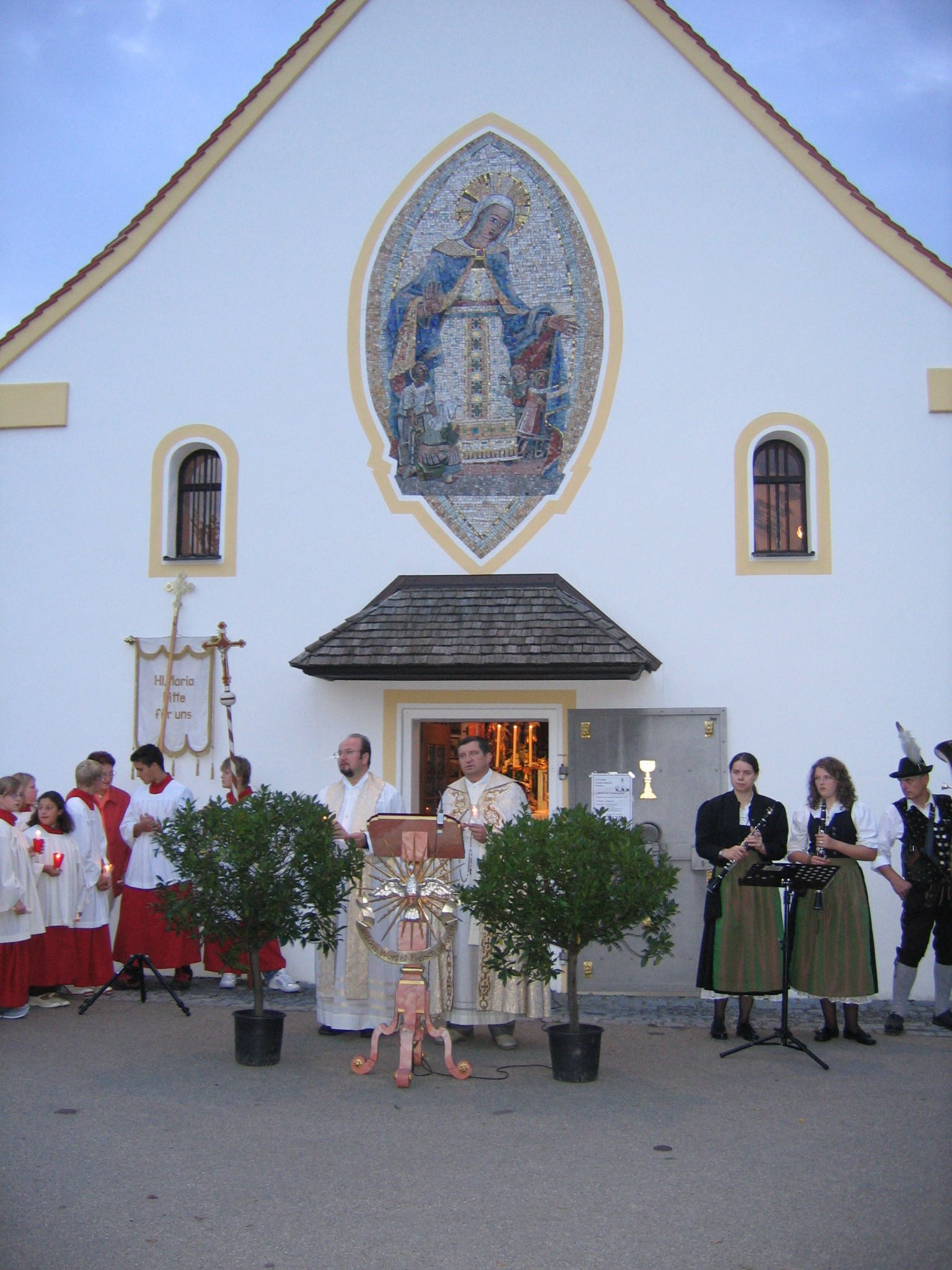
Mosaik der Schutzmantelmadonna an der Fassade.

Dank reichem Zufluss von Spenden konnte die Bausubstanz der Kirche immer erhalten werden. 1888/89 und 1923 erfolgte eine gründliche Renovierung. 1951 wurde der Dachreiter erneuert und vergrößert und mit neuen Dachschindeln bedeckt. Dabei kamen Dachziegel aus dem Jahre 1795 zum Vorschein. Um 1952 erhielt die Kapelle zwei Glocken.
1964 gaben Risse im Gewölbe und zum Teil auch in den Wänden Anlass für eine weitere Renovierung. Die stark in Mitleidenschaft gezogenen Deckenbilder und Ornamentmalereien wurden durch den Kirchenmaler Löhnert aus Ingolstadt restauriert. Für die brennenden Kerzen wurde ein Rauchabzug installiert. Das Gnadenbild bekam einen Strahlenkranz.
1969 wurde das Mosaik einer Schutzmantelmadonna an der Fassade angebracht, finanziert durch eine anonyme Stifterin aus Feldkirchen. Entworfen und ausgeführt wurde das Mosaik von D. Inninghof aus Dachau.
1985 wurde eine große Innen- und Außenrenovierung durchgeführt, die im September 1985 zur Zweihundert-Jahr-Feier der Wallfahrtskapelle abgeschlossen war.